# Laç

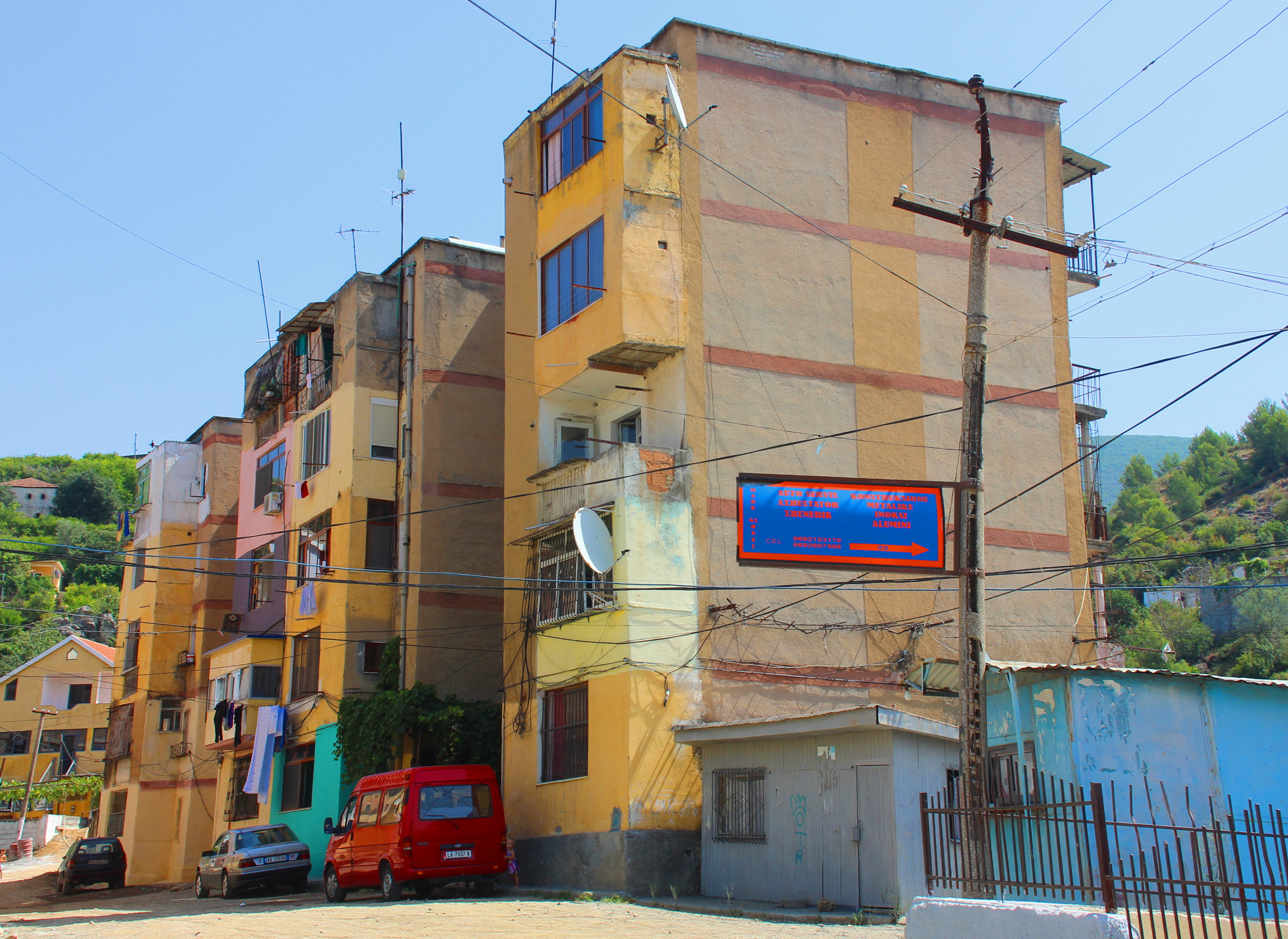

Laç é uma vila e ex-município (em albanês:  bashkia) da Albânia. É a capital do distrito de Kurbin na prefeitura de Lezhë.